# Onthophagus guatemalensis
Onthophagus guatemalensis là một loài bọ cánh cứng trong họ Bọ hung (Scarabaeidae).